# Mirjana Karanović
Mirjana Karanović (Servisch: Мирјана Карановић) (Belgrado, 28 januari 1957) is een Servisch actrice en filmregisseuse.

## Biografie
Mirjana Karanović werd in 1957 geboren in Belgrado in voormalig Joegoslavië. Ze debuteerde in 1980 in de film Petrijin venac, waarin ze een Servische analfabete speelde. Karanović verwierf internationale bekendheid voor haar rol in de prijswinnende film Otac na službenom putu uit 1985. De film won de Gouden Palm op het filmfestival van Cannes en werd zowel genomineerd voor de Golden Globe als de Oscar voor beste niet-Engelstalige film. Karanović won voor haar rol de Golden Arena voor beste actrice op het filmfestival van Pula.
In 2003 speelde ze een rol in de Kroatische film Svjedoci en was daarmee de eerste Servische actrice in een Kroatische film na de oorlog in Joegoslavië. In 2005 speelde ze in de Bosnische film Grbavica, die de Gouden Beer won op het internationaal filmfestival van Berlijn. In 2016 debuteerde ze als scenarioschrijfster en regisseuse met de film Dobra zena waarin ze tevens de hoofdrol speelde.

## Filmografie
- Petrijin venac (1980)
- Pad Italije (1981)
- Dvije polovine srca (1982)
- Kamiondžije opet voze (1984)
- Otac na službenom putu (1985)
- Život je lep (1985)
- Obećana zemlja (1986)
- Marjuča ili smrt (1987)
- Na putu za Katangu (1987)
- Uvek spremne žene (1987)
- Jednog lepog dana (1988)
- Vreme čuda (1989)
- Sabirni centar (1989)
- Mala (1991)
- Bolje od bekstva (1993)
- Underground (1995)
- Tri letnja dana (1997)
- Tri palme za dve bitange i ribicu (1998)
- Bure baruta (1998)
- Jagoda u supermarketu (2003)
- Svjedoci (2003)
- Život je čudo (2004)
- Go West (2005)
- Das Fräulein (2006)
- Grbavica (2006)
- Blodsbånd (2007)
- Čekaj me ja sigurno neću doći (2009)
- Tamo I ovde (2009)
- Na putu (2010)
- Crna Zorica (2012)
- Vir (2012)
- To dentro kai i kounia (2013)
- Kosac (2014)
- Cure: The Life of Another (2014)
- Tri Dritare dhe një Varje (Three Windows and a Hanging) (2014)
- Pored me (2015)
- Dobra zena (A Good Wife) (regie, scenario, actrice, 2016)

## Prijzen en nominaties
De belangrijkste:
| Jaar | Prijs                                          | Categorie     | Film                   | Uitslag     |
| ---- | ---------------------------------------------- | ------------- | ---------------------- | ----------- |
| 2006 | Europees filmfestival van Brussel              | Beste actrice | Grbavica               | Gewonnen    |
| 2006 | Europese filmprijzen                           | Beste actrice | Grbavica               | Genomineerd |
| 1985 | Filmfestival van Joegoslavische films van Pula | Beste actrice | Otac na službenom putu | Genomineerd |
| 1980 | Filmfestival van Joegoslavische films van Pula | Beste actrice | Petrijin venac         | Genomineerd |